# Federico Pérez (futbolista)
Federico Pérez Silvera (Montevideo, 23 de enero de 1986) es un futbolista uruguayo. Juega de defensa en Plaza Colonia de la Primera División de Uruguay.

## Trayectoria
Formado en las divisiones inferiores del Bella Vista de su país natal tendría su debut en el primer equipo durante el 2004 con tan solo dieciocho años de edad, siendo parte del descenso de su equipo pero obteniendo el campeonato de ascenso en su temporada siguiente. Ya en su mejor momento con su club formador pasaría a Peñarol donde obtendría el Clausura 2008.
A mediados del 2009 tras perder continuidad tendría su primera experiencia en el extranjero, jugando por el Everton de Chile, pero en el club viñamarino no obtendría un buen rendimiento partiendo del país tras el terremoto del 27-F, volviendo a Uruguay para defender a River Plate. Pese a que en el club de Montevideo pudo jugar la Copa Sudamericana 2010 no logró continuidad volviendo a Bella Vista por una temporada.
En 2012 tendría un breve paso por Atenas de la Segunda División Profesional de Uruguay para luego ir al Sud América de la misma categoría, con este equipo obtendría su segundo ascenso. Para la temporada 2013/14 ficharía por el humilde Plaza Colonia donde obtendría su tercer ascenso con aquel club durante su segunda temporada ahí.
Tras el ascenso con Plaza Colonia partiría a su segunda experiencia en el extranjero, esta vez a Argentina para jugar por Santamarina de Tandil de la Primera B Nacional donde conseguiría un subcampeonato. Para 2016 permanecería en el fútbol argentino pero defendiendo al Atlanta de la Primera B Metropolitana donde conseguiría un subcampeonato permaneciendo un semestre para luego partir a Chile.
Regresando a Chile ficharía por el Santiago Wanderers, equipo rival de su anterior club chileno, a pedido del técnico Eduardo Espinel quien ya lo había dirigido en Plaza Colonia y había pedido su retorno a comienzos del 2016, debutando en un partido de Copa Chile contra Deportes La Serena en el cual marca un gol y sale elegido como la figura del encuentro.

## Selección nacional
Fue parte de una Selección de fútbol sub-23 de Uruguay que disputó un partido amistoso frente a la Selección de fútbol de Uruguay, jugando como titular.

## Estadísticas

### Clubes
| Bella Vista · Uruguay                                                                     |               |               |     |    |    |    |    |    |     |    |
| 1.ª                                                                                       | 2004          | 9             | 0   | -- | -- | -- | -- | 9  | 0   |    |
| 2.ª                                                                                       | 2005          | 14            | 0   | -- | -- | -- | -- | 14 | 0   |    |
| 1.ª                                                                                       | 2005/06       | 9             | 0   | -- | -- | -- | -- | 9  | 0   |    |
| 1.ª                                                                                       | 2006/07       | 19            | 0   | -- | -- | -- | -- | 19 | 0   |    |
| 1.ª                                                                                       | 2011/12       | 14            | 0   | -- | -- | -- | -- | 14 | 0   |    |
| Total club                                                                                | Total club    | 65            | 0   | 0  | 0  | 0  | 0  | 65 | 0   |    |
| Peñarol · Uruguay                                                                         |               |               |     |    |    |    |    |    |     |    |
| 1.ª                                                                                       | 2007/08       | 18            | 0   | -- | -- | -- | -- | 18 | 0   |    |
| 1.ª                                                                                       | 2008/09       | 6             | 0   | -- | -- | -- | -- | 6  | 0   |    |
| Total club                                                                                | Total club    | 24            | 0   | 0  | 0  | 0  | 0  | 24 | 0   |    |
| Everton · Chile                                                                           |               |               |     |    |    |    |    |    |     |    |
| 1.ª                                                                                       | 2009-A        | 4             | 0   | 1  | 0  | -- | -- | 5  | 0   |    |
| 1.ª                                                                                       | 2010          | 6             | 0   | -- | -- | -- | -- | 6  | 0   |    |
| Total club                                                                                | Total club    | 10            | 0   | 1  | 0  | 0  | 0  | 11 | 0   |    |
| River Plate · Uruguay                                                                     |               |               |     |    |    |    |    |    |     |    |
| 1.ª                                                                                       | 2010/11       | 7             | 1   | -- | -- | 1  | 0  | 8  | 1   |    |
| Total club                                                                                | Total club    | 7             | 1   | 0  | 0  | 1  | 0  | 8  | 1   |    |
| Atenas · Uruguay                                                                          |               |               |     |    |    |    |    |    |     |    |
| 2.ª                                                                                       | 2012/13       | 9             | 3   | -- | -- | -- | -- | 9  | 3   |    |
| Total club                                                                                | Total club    | 9             | 3   | 0  | 0  | 0  | 0  | 9  | 3   |    |
| Sud América · Uruguay                                                                     |               |               |     |    |    |    |    |    |     |    |
| 2.ª                                                                                       | 2012/13       | 22            | 1   | -- | -- | -- | -- | 22 | 1   |    |
| Total club                                                                                | Total club    | 22            | 1   | 0  | 0  | 0  | 0  | 22 | 1   |    |
| Plaza Colonia · Uruguay                                                                   |               |               |     |    |    |    |    |    |     |    |
| 2.ª                                                                                       | 2013/14       | 27            | 1   | -- | -- | -- | -- | 27 | 1   |    |
| 2.ª                                                                                       | 2014/15       | 11            | 0   | -- | -- | -- | -- | 11 | 0   |    |
| Total club                                                                                | Total club    | 38            | 1   | 0  | 0  | 0  | 0  | 38 | 1   |    |
| Santamarina de Tandil Argentina                                                           |               |               |     |    |    |    |    |    |     |    |
| 2.ª                                                                                       | 2015          | 21            | 1   | 1  | 0  | -- | -- | 22 | 1   |    |
| Total club                                                                                | Total club    | 21            | 1   | 1  | 0  | -- | -- | 22 | 1   |    |
| Atlanta Argentina                                                                         |               |               |     |    |    |    |    |    |     |    |
| 3.ª                                                                                       | 2016          | 15            | 2   | -- | -- | -- | -- | 15 | 2   |    |
| Total club                                                                                | Total club    | 15            | 2   | 0  | 0  | 0  | 0  | 15 | 2   |    |
| Santiago Wanderers · Chile                                                                |               |               |     |    |    |    |    |    |     |    |
| 1.ª                                                                                       | 2016-A        | 10            | 0   | 1  | 1  | -- | -- | 11 | 1   |    |
| 1.ª                                                                                       | 2017-C        | 13            | 0   | -- | -- | -- | -- | 13 | 0   |    |
| Total club                                                                                | Total club    | 23            | 0   | 1  | 1  | 0  | 0  | 24 | 1   |    |
| Total carrera                                                                             | Total carrera | Total carrera | 234 | 9  | 3  | 1  | 1  | 0  | 238 | 10 |
| (1) Incluye datos de Copa Chile y Copa Argentina. (2) Incluye datos de Copa Sudamericana. |               |               |     |    |    |    |    |    |     |    |

### Resumen estadístico
| Competición                 | Partidos | Goles |
| --------------------------- | -------- | ----- |
| Primera División de Uruguay | 98       | 1     |
| Primera División de Chile   | 31       | 0     |
| Segunda División de Uruguay | 93       | 5     |
| Primera B Nacional          | 21       | 1     |
| Primera B Metropolitana     | 15       | 2     |
| Copa Argentina              | 1        | 0     |
| Copa Chile                  | 2        | 1     |
| Copa Sudamericana           | 1        | 0     |
| Total                       | 238      | 10    |

## Palmarés

### Campeonatos nacionales
| Título           | Club        | País    | Año  |
| ---------------- | ----------- | ------- | ---- |
| Segunda División | Bella Vista | Uruguay | 2005 |
| Torneo Clausura  | Peñarol     | Uruguay | 2008 |
| Segunda División | Sud América | Uruguay | 2013 |